# Peugeot Type 63, 99, 108 e 118
Le Type 63, 99, 108 e 118 sono quattro modelli di autovettura prodotte tra il 1904 ed il 1909 dalla casa automobilistica francese Peugeot.

## Profilo
Nate per sostituire sia la Type 33 sia l'innovativa Type 36, erano delle vetture progettate per proporre alla clientela delle vetture di fascia media, ma dotate di grandi numeri in fatto di abitabilità interna.
La prima di queste quattro vetture ad essere lanciata sul mercato fu la Type 63, una torpedo di dimensioni tipiche per una vettura media di quei tempi. I suoi ingombri erano di 3.15 m di lunghezza per 1.50 di larghezza. La vettura garantiva una buona abitabilità grazie anche al passo generoso di 2.1 metri. La Type 63 montava un bicilindrico da 1078 cm³ e fu prodotta nel solo anno 1904 in 136 esemplari.
Dopo l'uscita di scena della Type 63, per due anni non vi fu una vettura in grado di riprenderne  l'eredità: si dovette quindi aspettare fino al 1907, anno in cui fu lanciata la Type 99, una vettura che riprendeva grosso modo le caratteristiche della Type 63, ma leggermente più in piccolo, essendo equipaggiata da un monocilindrico da 1039 cm³. Anche il corpo vettura era leggermente più ridotto di dimensioni, con i suoi 2.9 metri di lunghezza per 1.4 di larghezza. Invariato era invece il passo. La Type 99 fu proposta nel solo 1907 e fu venduta in 324 esemplari.
Fu sostituita nel 1908 dalla Type 108, una vettura che mostrava una certa maturità nel progetto, dal momento che era notevolmente cresciuta negli ingombri, con i suoi 3.60 metri di lunghezza, ed era equipaggiata da un bicilindrico da 1527 cm³. Il successo non tardò ad arrivare: in totale ne furono prodotti 301 esemplari, molti dei quali utilizzati come taxi.
La Type 108 fu sostituita nel 1909 dalla Type 118, una vettura di ingombri analoghi che montava pure lo stesso motore dell'antenata. Fu prodotta solo nel 1909 in 150 esemplari.